# Eterna Mode
Die Eterna Mode Holding GmbH (Eigenschreibweise ETERNA) ist die Konzernobergesellschaft der Eterna Mode GmbH, einem 1863 gegründetem deutschen Bekleidungsunternehmen mit Sitz in Passau. Eterna ist spezialisiert auf Herrenhemden und Damenblusen.

## Geschichte

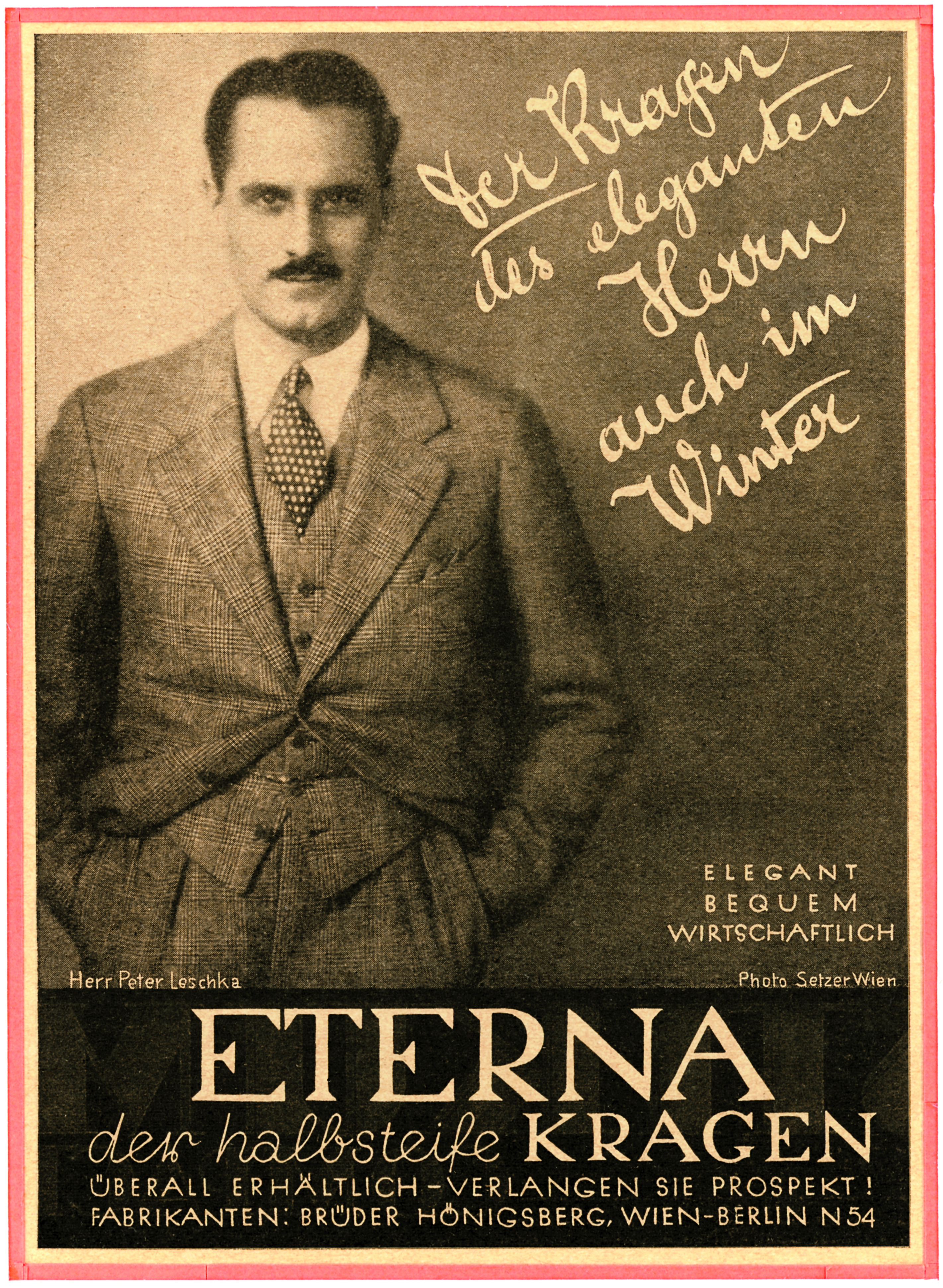
Halbsteifer Kragen von Eterna (1923)

1863 gründeten die Gebrüder Hönigsberg in Wien eine Wäschefabrik und produzierten unter anderem halbsteife Hemdenkragen. Diesem Produkt gaben sie den Namen Eterna (von lateinisch aeterna ‚ewig‘). 1927 wurde die erste Zweigniederlassung in Passau gegründet.
Die Ablösung vom österreichischen Stammhaus und die Gründung eines eigenständigen Unternehmens, das im Zuge der Arisierung an die PIAG (Passauer Industrie AG) verkauft werden musste, erfolgte 1935. Im letzten Jahr vor Ausbruch des Zweiten Weltkrieges beschäftigte Eterna rund 400 Arbeitnehmer am Passauer Stammsitz und fertigte rund 240.000 Hemden und über eine Million halbsteife Kragen. Während der Kriegsjahre wurden die Produktionsmaschinen demontiert und eingelagert.
1969 beteiligte sich Eterna erstmals mit einem eigenen Stand auf der Herren-Mode-Woche in Köln, später auch auf der Mode-Woche in München und ab 1974 auch für das neu eingeführte Produktsegment Blusen auf der CPD in Düsseldorf.
1977 erfolgte nach Auflösung der bis dahin angegliederten Großwäscherei Lina eine Eintragung ins Handelsregister unter Eterna Herrenwäschefabrik GmbH. 1981 wurde die im Auftrag des Unternehmens hergestellte, bügelfrei ausgerüstete Schweizer Baumwollqualität swiss+cotton eingeführt. Damit gelang es dem Hemdenspezialisten das erste bügelfreie Baumwollhemd auf den Markt zu bringen, das den atmungsaktiven Tragekomfort das Naturstoffs Baumwolle mit der praktischen Pflegeeigenschaft „bügelfrei“ kombiniert hatte: Eterna gilt als Erfinder des ersten bügelfreien Baumwollhemdes. Das Hemd mit der bis heute gültigen Artikelnummer 1100 wurde zum Verkaufsschlager.
1996 übernahm der Herrenmodehersteller Ahlers in Herford das Unternehmen. 2003 erfolgte die Erweiterung des Logistikzentrums in Passau auf eine Gesamtlagerkapazität von 550.000 Hemden und 150.000 Blusen. 2004 begann das Unternehmen mit dem Aufbau von Markenfilialen im Facheinzelhandel und eröffnete zwei erste Geschäfte in Koblenz sowie im Olympia-Einkaufszentrum in München. 2006 verkaufte Ahlers das Unternehmen an die Investmentgesellschaften Quadriga Capital und Alpha Private Equity. Nach dem Rückzug von Alpha Private Equity übernahm Quadriga im Jahr 2013 das Unternehmen ganz.
Am 3. August 2021 teilte die Eterna Mode Holding GmbH mit, dass sie einen Antrag auf Einleitung eines Sanierungsverfahrens nach dem Unternehmensstabilisierungs- und -restrukturierungsgesetz gestellt hat. Das Verfahren wurde am 21. Oktober 2021 erfolgreich abgeschlossen.
2023 erfolgte eine weitere Änderung in der Gesellschafterstruktur. Quadriga Capital zog sein Engagement übertrug seine Anteile an die Investmentgesellschaft Golden Square Capital, die seitdem Hauptgesellschafter ist. Ein kleiner Teil der Gesellschaftsanteile liegen beim CFO des Unternehmens.
2023, zum 160-jährigen Jubiläum, wurden Sonderkollektionen auf den Markt gebracht, unter anderem Hemden und Blusen, die am Standort in Passau von der dortigen Belegschaft in Handarbeit gefertigt wurden. Zudem brachte das Unternehmen eine ausführliche Chronik heraus.
2024 hat sich der langjährige CEO und Mitgesellschafter Henning Gerbaulet aus der Unternehmensführung zurückgezogen. Die Führungsspitze bei der Eterna Mode GmbH bilden Dirk B. Heper (CSO/CPO) und Herbert A. Oelke (CFO).

## Warensortiment
Das Produktsortiment von Eterna umfasst Hemden, Blusen, Krawatten, Poloshirts, Strick und Accessoires. Die Hemden werden in vier Schnittführungen angeboten: Comfort Fit entspricht einer bequemen Schnittführung, Modern Fit bietet eine taillierte Schnittführung und Slim Fit sowie Super Slim Fit für eine figurbetonte, enge Schnittführung. Das gestickte Logo (der Buchstabe „e“ mit einer Krone) wird seit Sommer 2015 nicht mehr auf der Kleidung angebracht.
Seit 2000 ist Eterna mit dem Öko-Tex Standard 100plus zertifiziert, einem Öko-Gütesiegel für Textilien und Bekleidung. Unter dem Zusatz 1863 by Eterna bietet das Unternehmen eine Premiumlinie für Hemden und Blusen an.
Im Zuge der COVID-19-Pandemie stellte das Unternehmen ab März 2020 auch Mund-Nase-Masken her. Als Erstversorgung belieferte die eigene Produktionsstätte Bánovce nad Bebravou die slowakische Regierung über einen Staatsauftrag; in Deutschland wurden in erheblichem Maße Behörden, Institutionen sowie große Unternehmen zum Mitarbeiterschutz beliefert.

## Herstellung und Vertrieb

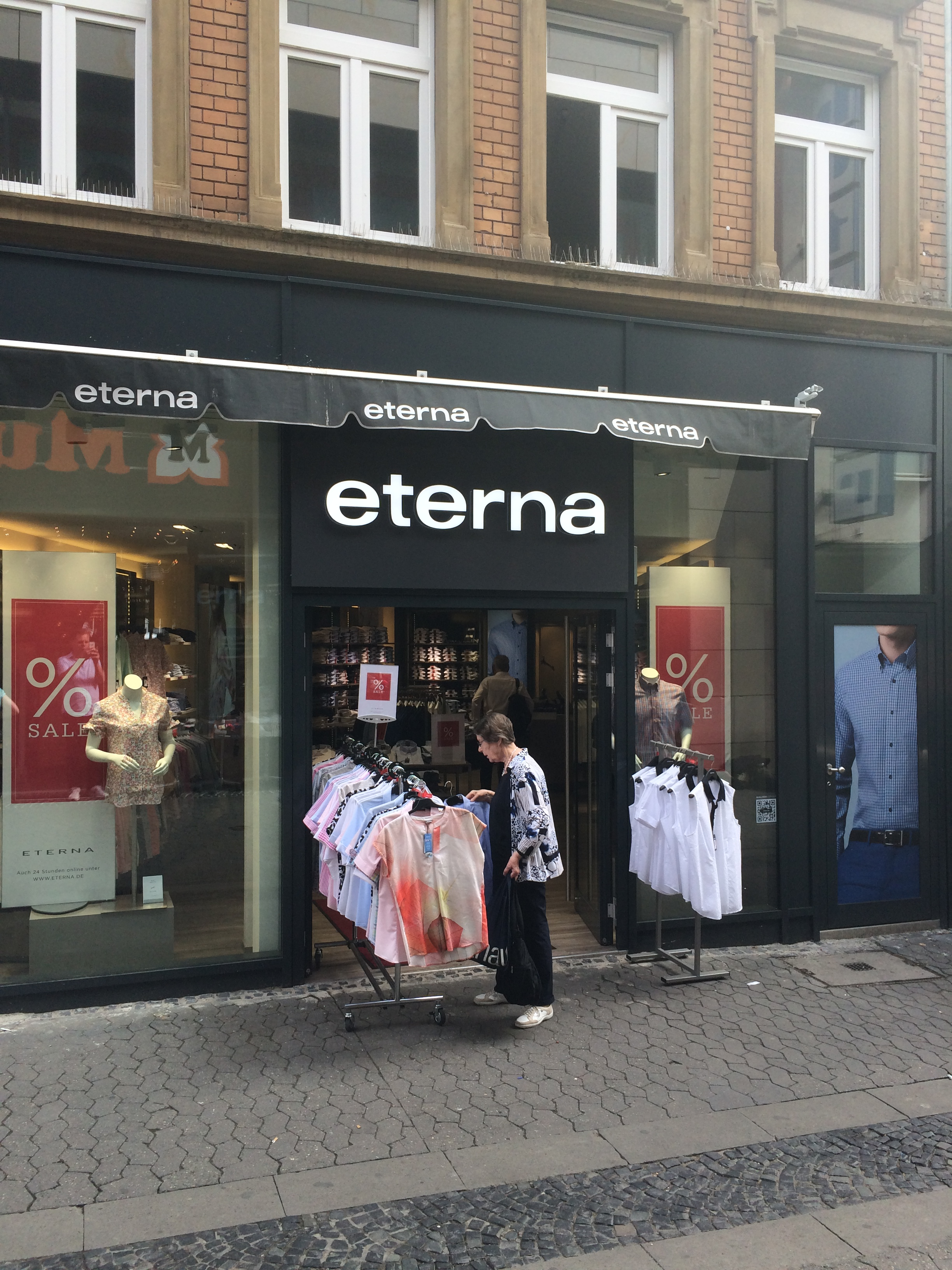
Eterna-Ladengeschäft in Mainz (2015)

Die Herstellung erfolgt fast ausschließlich in Europa. Bedarfssynchron werden die Stoffe aus der Schweiz ins slowakische Bánovce nad Bebravou geliefert, dem firmeneigenen Konfektionsbetrieb mit 725 Mitarbeitern. Etwa 7500 Hemden werden hier täglich in zwei Schichten produziert.
Das Unternehmen betreibt ca. 50 Markenläden (Brand Stores) in Eigenregie und auf Franchise-Basis. Der größte Teil des Warenabsatzes erfolgt jedoch über den Einzelhandel. Daneben betreibt Eterna einen Onlineshop für Endkunden. Weltweit werden rund 5500 Einzelhändler beliefert, davon etwa 3000 in Deutschland.
Neben der eigenen Fertigung von 1,307 Millionen Hemden und Blusen in der Slowakei im Jahr 2019 wurden dort von Fremdfirmen zusätzlich 474.000 und in Rumänien sowie Nordmazedonien weitere 1,711 Millionen Bekleidungsstücke von Fremdfirmen hergestellt.